# Kunovice

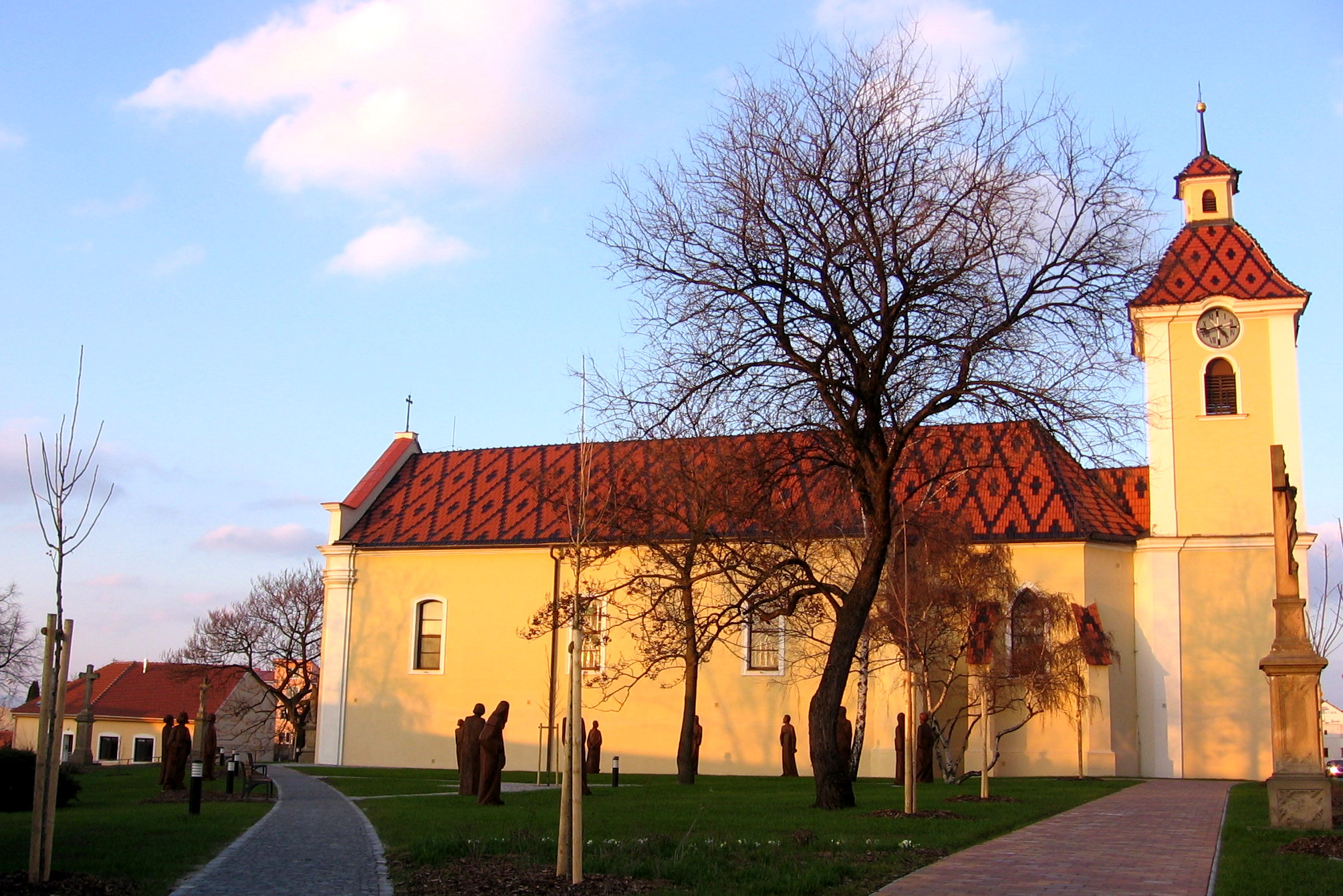
Kirche St. Peter und Paul

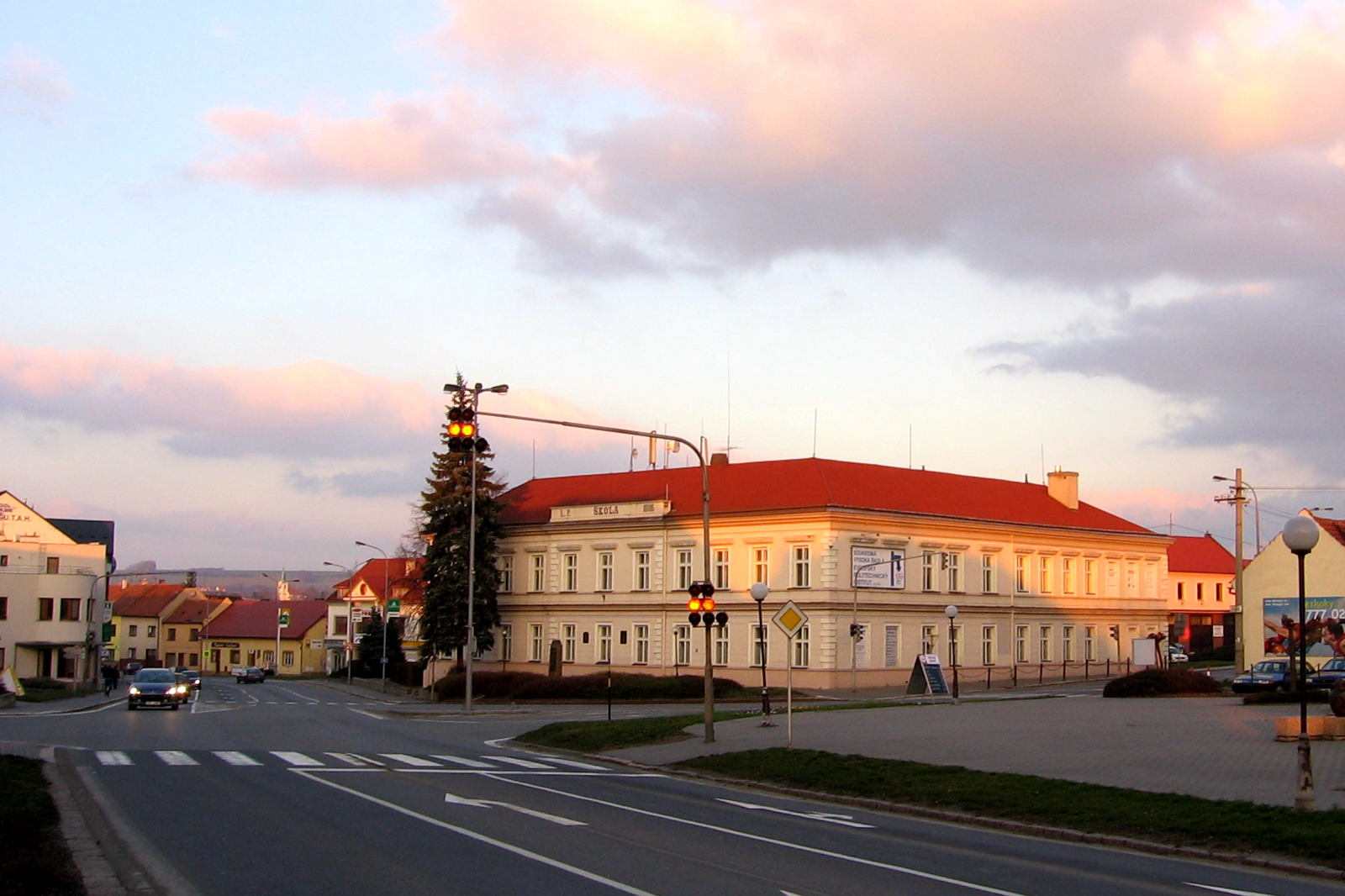
Marktplatz mit ehemaliger Grundschule

Kunovice (deutsch Kunowitz, älter auch  Cunowitz, Conowitz, Chunitz, Kunitz, Chunowitz) ist eine Stadt in Tschechien. Sie liegt drei Kilometer südlich von Uherské Hradiště und gehört zum Okres Uherské Hradiště.

## Geographie
Kunovice befindet sich in der Mährischen Slowakei linksseitig der Olšava im Obermährischen Tal (Hornomoravský úval) der March, die westlich der Stadt fließt. Gegen Südosten erheben sich die Hügel der Hlucká pahorkatina. Südlich der Stadt fließt der Bach Petříkovec. Durch Kunovice führen die Staatsstraße I/55 von Uherské Hradiště nach Veselí nad Moravou und die Bahnstrecke Brno–Vlárský průsmyk. Nördlich verläuft die I/50/E 50 zwischen Buchlovice und Uherský Brod. Westlich von Kunovice befinden sich der Flugplatz Kunovice und das Industriegebiet Záhony, in dem die Flugzeugbauer Evektor und LET ihren Sitz haben.
Nachbarorte sind Uherské Hradiště und Sady im Norden, Vésky im Nordosten, Míkovice im Osten, Hluk im Südosten, Ostrožská Lhota im Süden, Novoveské Lázně, Ostrožská Nová Ves und Nedakonice im Südwesten, Kostelany nad Moravou im Westen sowie Zlechov im Nordwesten.

## Geschichte
Auf Grund der strategische günstigen Lage wird angenommen, dass sich an der Stelle der Stadt zu Zeiten des Großmährischen Reiches eine Siedlung im Umfeld der bedeutenden Burgstätte Weligrad befand. Nach dem Zerfall Großmährens entstand ein geistliches und Verwaltungszentrum im Grenzgebiet des Herrschaftsgebietes der Přemysliden.
Die erste schriftliche Erwähnung von Cunovicz stammt aus einer hier ausgestellten Urkunde des Fürsten Heinrich Břetislav III. für das Kloster Hradisko aus dem Jahre 1196. Zu dieser Zeit befand sich bei Kunowitz eine Grenzburg gegen die Ungarn. Mit der 1257 durch Ottokar II. Přemysl erfolgten Gründung der Königsstadt Nový Veligrad auf einer südöstlich gelegenen Flussinsel in der March übertrug der König die Marktrechte von Veligrad-Staré Město und Kunowitz auf die neue Stadt. Im 15. Jahrhundert wurde Kunowitz wieder als ein Städtchen bezeichnet. Neben der landesherrlichen Burg bestand eine Feste, als deren Besitzer sich verschiedene Geschlechter abwechselten, von denen vier sich das Prädikat von Kunowitz (z Kunovic) zulegten.  Seit der Mitte des 15. Jahrhunderts gehörte Kunovice dem Geschlecht der Duchek von Bydžov.  1609 wurde die Herrschaft Kunovice an Ostroh angeschlossen. Nach der Schlacht am Weißen Berg wurde diese konfisziert und 1625 bekam sie Gundaker von Liechtenstein für treue Dienste geschenkt. Die Fürsten von Liechtenstein blieben bis zur Mitte des 19. Jahrhunderts Grundherren.
Im 18. Jahrhundert besaß Kunowitz das Privileg für vier Jahrmärkte und einen Wochenmarkt. In den Jahren 1805, 1806 und 1809 wurde das Städtchen bei Truppendurchzügen geplündert. 1831 brach die Cholera aus.
Nach der Aufhebung der Patrimonialherrschaften bildete Kunovice ab 1850 eine Marktgemeinde im Bezirk Ungarisch Hradisch. Der Ort war von der Landwirtschaft geprägt, es dominierten Obst-, Wein- und Gemüsebau.
1884 erhielt die Gemeinde einen Bahnhof an der Lokalbahn Ungarisch Hradisch–Ungarisch Brod der Österreichischen Lokaleisenbahngesellschaft. Mit der Fertigstellung der Wlarabahn (Brünn–Wlarapass) 1887 wurde Kunowitz zum Eisenbahnknoten.
Die Lage an einem Eisenbahnknoten führte zur Ansiedlung von Lebensmittelfabriken und Ziegeleien. 1936 errichtete das Unternehmen AVIA aus Letňany bei Kunivice ein Reparaturwerk für Flugzeuge. Daraus ging 1952 der Flugzeughersteller LET hervor. Im Jahre 1954 wurde Kunovice nach Uherské Hradiště eingemeindet, erhielt aber mit Beginn des Jahres 1961 seine Eigenständigkeit zurück. 1972 erfolgte eine erneute Eingemeindung nach Uherské Hradiště. Im Jahre 1990 löste sich Kunovice wieder von Uherské Hradiště los. 1993 wurde der internationale Flugplatz Kunovice eröffnet, der bislang der einzige im Zlínský kraj ist. 1997 wurde Kunovice zur Stadt erhoben.
In Kunovice ist der Fußballclub FK Kunovice ansässig, der in den 2000er Jahren eine Zeit lang in der Zweiten Liga spielte.

## Wirtschaft und Bildung
Kunovice ist heute ein Zentrum des Flugzeugbaus. Die LET - Aircraft Industries, a.s. ging im Jahre 2000 in Konkurs. Im Jahre 2006 nahm das zur Aircraft Industries Kunovice (AIK) umfirmierte Unternehmen die Produktion wieder auf. In Kunovice ist ebenfalls der Flugzeughersteller Evektor, spol. s r.o. ansässig.
1999 wurde in Kunovice die private Hochschule Evropský polytechnický institut (Europäisches Polytechnisches Institut) gegründet, die seit 2003 Außenstellen in Hodonín und seit 2009 in Kroměříž betreibt.

## Stadtgliederung
Für die Stadt Kunovice sind keine Ortsteile ausgewiesen.

## Städtepartnerschaften
- Pocheon, Südkorea
- Stará Turá, Slowakei

## Sehenswürdigkeiten

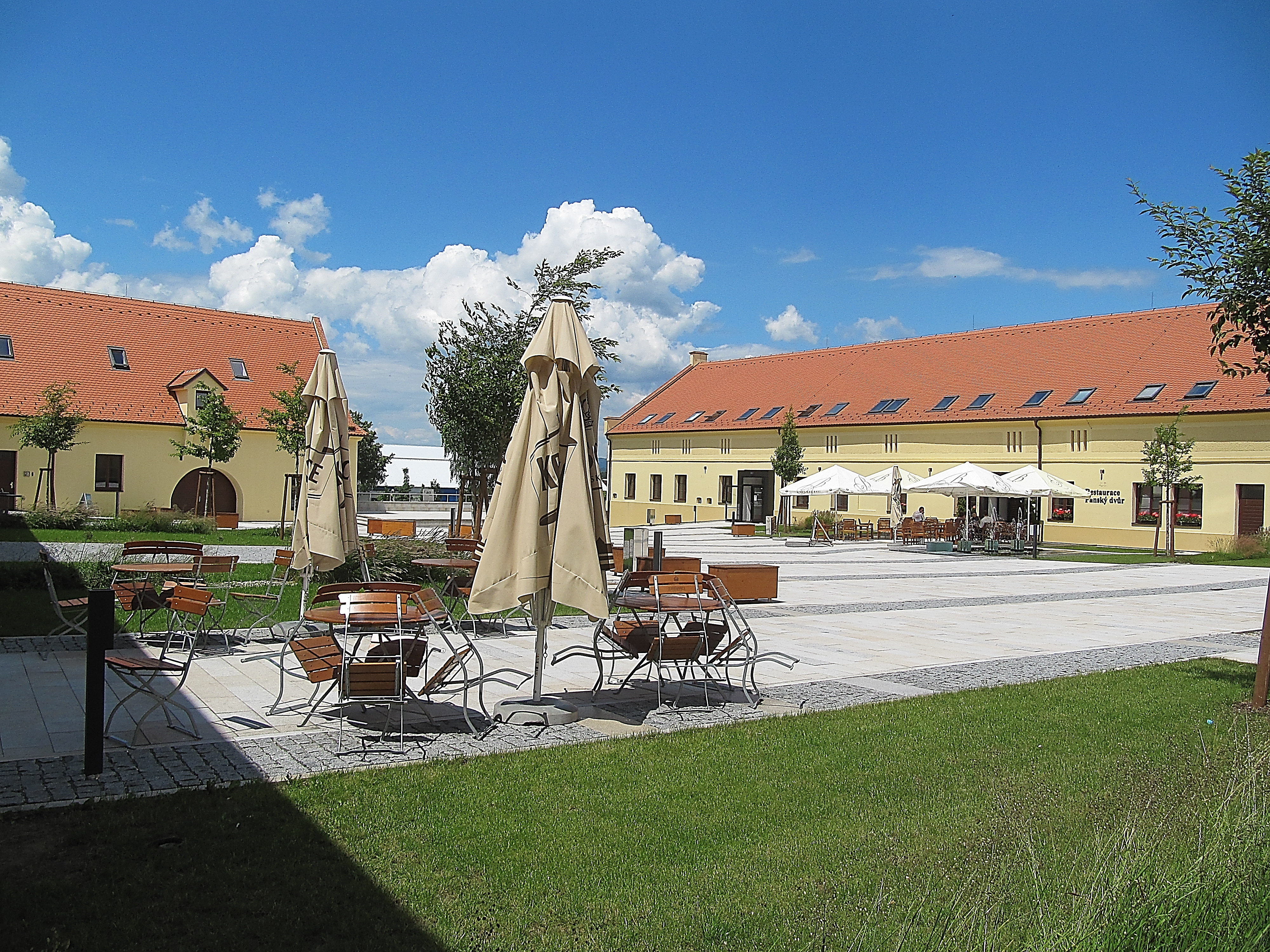
Gutshof

- Kirche St. Peter und Paul, der 1517 errichtete Bau wurde zwischen 1759 und 1761 umgebaut und vergrößert
- Herrschaftlicher Hof, das seit 1592 nachweisliche Schloss Kunovice wurde unter den Fürsten zu Liechtenstein zu einem Wirtschaftshof umgestaltet. 1995 wurde der im Ortszentrum befindliche Gutshof zum Kulturdenkmal erklärt
- Kapelle der Jungfrau Maria aus der ersten Hälfte des 18. Jahrhunderts, bei der Kirche
- Statue des hl. Florian, geschaffen 1777, vor der Kirche
- Luftfahrtmuseum
- ehemalige Grundschule am Markt, erbaut 1886, heute Sitz des Europäischen Polytechnischen Instituts